# Остружничка скупштина
Остружничка скупштина (6—15. мај 1804) је била састанак српских народних првака за време Првог српског устанка. На овој скупштини се, поред договора о томе шта ће се изнети пред дахијске изасланике у преговорима о миру у Земуну, разговарало се и о даљем развоју устанка, организацији нове власти, набавци муниције итд. Ова скупштина има велики значај за Први српски устанак, јер је она представљала први састанак свих нахијских и устаничких старешина Београдског пашалука, откако су Срби уопште подигли устанак против дахија.

## Учесници
На скупу у Остружници су поред Карађорђа учествовали и Станоје Главаш, Младен Миловановић, Ђуша Вулићевић, Тодосије Марићевић (Булатовић) из Орашца, Јанко Катић, Васа Чарапић, Сима Марковић, прота Алекса Лазаревић из Сопића, Павле Поповић из Вранића, Јуриша Михаиловић из Грабовца, Петар Ерић из Звечке, Ђорђе Миловановић из Железника, Марко Дољахчевић из Остружнице, Радоје Трнавац из Раниловића, Риста Радојчић из Блазнаве, Танаско Рајић из Страгара, Ранко Радић из Неменикућа, Рака Левајац, прота Матеја Ненадовић, Милоје Петровић из Трнаве, Михаило Лазаревић из Сопића, Милан Обреновић из Бруснице, Теодосије Филиповић из Кнића, Сава игуман раванички, Јосиф игуман каленићски, јагодински прота Милоје Вукашиновић, пожаревачки прота Јосиф итд.

## Скупштина
На овој скупштини устаници су захтевали: да се дахије протерају из Београда, тражили су ферман којим би се устаницима опростило све оно што је било и да им се за то не сме тужити ни јавно ни тајно, да сваки везир управља по ферману из 1793. године, да у свакој нахији да буде судница и да се свима суди по закону, затим су тражили су слободу вере, тј. да обнављају порушене манастире, да су обичаји вере слободни, слободну трговину и да раја продаје своја добра коме жели, да српско становништво само бира своје кнезове итд.
Док је у Остружници заседала скупштина, посредством команданта Славонске крајине генерала Џенејна организован је састанак српских старешина и представника дахија 10. маја (28. априла по старом календару) у Земуну. Од српских старешина на њему су присуствовали Карађорђе, прота Матеја Ненадовић, Јанко Катић, Петар Ерић, Ранко Радић, Сима Марковић, Младен Миловановић, прота Матија Стефановић, Алекса и Михаило Лазаревић, Павле Поповић, Јуриша Михаиловић, Ђорђе Миловановић, Радоје Трнавац, Риста Радојичић, Танаско Рајић и Рака Левајац.
На састанку су формулисани захтеви у 9 тачака, који су сачувани у архиви Проте Матеје Ненадовића. Ови захтеви обухватају друштвено-економска питања и политичка питања положаја раје у феуделном поретку, као и форме самоуправе у оквиру Турског царства.
Друштвено-економски захтеви су следеће садржине:
1. укидање читлука, уз допуну да се искорене и њихови носиоци - дахије
2. државни данак (харач) и феудалне дажбине спахијама да се ограниче на висину утврђену повластицама одређеним 1793-1794, са напоменом да се не желе никакви додаци ни ново обнављање
3. слободна трговина и то: да раја може да робу нуди ономе ко понуди већу цену и да трговина може слободно да се обавља по нахијама.

Захтеви везани за унутрашњу самоуправу:
1. успостављање повластица из 1793-1794 (хатишериф из 1793)
2. избор кнежева као „начелника раје“, признатих од везира и с правом интервенције код кадија
3. избор врховног кнеза „целог рода српског“ као посредника између Порте и Срба и то са сталним седиштем у Порти
4. купљење данка преко кнежева и врховног кнеза
5. праведно суђење по закону, где свака казна или затвор морају бити донесени само према судској одлуци
6. поштовање верских и народних обичаја и право на подизање цркава и манастира, те извесна црквена аутономија.

Из наведених тачка види се јасно да у овој фази устаници нису желели мирење с дахијама изјављујући такође „да ће радије сви изгинути него пристати да дахије и даље буду у Београду“.
Тиме су били постављени захтеви, за које су знали да неће бити прихваћени: да се у Београдском пашалуку врате на снагу самоуправне повластице из 1793. године, дахије побију, јањичари напусте пашалук и да спровођење тих услова гарантује Аустрија. Међутим, преговори су завршени без споразума. Заседање у Остружници је настављено и одлучено је да се борба против дахија настави без компромиса. Два дана пред одлазак у Земун, Карађорђе је затражио заштиту аустријских власти у случају ако се не постигне компромис са Турцима, исто тако Срби су затражили војну помоћ и од Руса 3. маја 1804. године. Посебно је значајна одлука да се пошаље представник у Црну Гору ради припрема за заједничку борбу. Такође, решено је да сваки старешина у својој покрајини прикупи ново људство за војску, организује власт, остави потребну војну посаду и с прикупљеном војском дође у Београд.

## Исход
После састанка у Земуну, устаничке старешине заједно са својом војском почеле су се прикупљати око Београда. Крагујевачку и рудничку војску предводио је Карађорђе, а ваљевску и шабачку Јаков Ненадовић, прота Матија, Живко Дабић, Остоја Спуж и Андрија Витомировић. Њихов основни циљ био је ослобођење Београда и када је Карађорђе пошао у сусрет ваљевској војсци, 9. маја 1804. године Турци су покушали да их спрече, али безуспешно. Турке су предводиле дахије и Алија Гушанац. Велики успех ове битке је тај што се на овај начин сузила опсадна линија око Београда. Убрзо затим, ослобођен је Пожаревац 12. маја и Смедерево 6. јула 1804. године.